# مريناليني سارابهاي
مريناليني سارابهاي (بالإنجليزية: Mrinalini Sarabhai) (و. 1918 – 2016 م) هي راقصة، ومصممة رقص من الهند .
توفيت في غانديناغار .

## جوائز
حصلت على جوائز منها:
- بادما شري
- بادما بوشان.